# Nepravi obok
Nepravi obok/lok, tudi konzolni obok/lok  je način gradnje loka/oboka, ki uporablja arhitekturno tehniko izgradnje konzole za premostitev prostora ali odprtine v konstrukciji, kot je vhod v steni, hodnik ali most. Konzolni obok se je uporabljal tudi za podporo nadgradnje strehe stavbe.
Nepravi lok je izdelan z zaporednim pomikanjem kamna (ali opeke) od stene proti notranjosti tako, da postopoma gradimo konzole proti sredini oboka z vsake strani podpornika, dokler se kamna na temenu oboka ne združita (pogosto je zadnja reža zaprta z ravnim kamnom). Za nepravi obok se tehnika zlaganja podaljša v trejo dimenzijo vzdolž dolžine dveh nasprotnih sten.
Čeprav k izboljšanju učinkovitosti nosilnosti pripomore preklada (prečni nosilec), konzolni loki niso povsem samonosna struktura in ga zato imenujemo "nepravi lok". Za razliko od "pravih", obokov/lokov, se vse natezne napetosti konstrukcije s težo nadgradnje pretvorijo v tlačne napetosti. Konzolni loki in oboki zahtevajo precej odebeljene stene in opornike iz drugega kamna, ki onemogočajo posledice gravitacije, ki bi sicer povzročila propad kontrukcije.

## Uporaba v zgodovini kultur

### Irska
Newgrange hodniški grob ima nepoškodovan nepravi obok, ki podpira streho glavne komore, iz leta okoli 3000 pr. n. št.

### Stari Egipt
Egiptovske piramide iz časa Sneferuja uporabljajo neprave oboke v nekaterih svojih komorah. Taki sta Nagnjena piramida in Rdeča piramida.

### Antični Mediteran
Nepravi loki in oboki so najdeni tudi v različnih krajih po starodavnem Sredozemlju. Zlasti so z nepravimi loki ali oboki zgrajene grobnice pod tlemi v Ebli v Siriji in Tel Hasor in Tel Megidu v Palestini. 
Ugarit ima tudi konzolno konstrukcijo.
Nuragi konstrukcije iz antične Sardinije, ki segajo v leto 1900 pred našim štetjem, uporabljajo podobne tehnike izdelave stropov. Uporaba v grobnicah v obliki gomile na Iberskem polotoku in drugod po Sredozemlju sega do 3000 pred našim štetjem, je podobna.

### Anatolija
Hetiti iz antične Anatolije so tudi gradili neprave oboke. Najzgodnejši so iz 16. stoletja pr. n. št..
Nekaj podobnosti najdemo med hetitskimi in mikenskimi gradbenimi tehnikami. Toda hetitski nepravi oboki so starejši okoli 300 let. 

#### Grčija
Ruševine starodavnih Miken imajo veliko nepravih lokov in obokov, med njimi je Atrejeva zakladnica med najvidnejšimi, primer mostu Arkadiko pa eden od štirih Mikenskih ločnih mostov, ki so del nekdanje mreže cest, namenjene vozovom med Tirintom in Epidavrosom na Peloponezu v Grčiji. Datiran v grško bronasto dobo (13. stoletje pred našim štetjem), je eden najstarejših ločnih mostov, ki še vedno obstoja in je v uporabi. Dobro ohranjen helenistični most Eleutherna na Kreti ima nenavadno velik razpon skoraj 4 m. 

### Civilizacija Majev
Nepravi loki so posebnost nekaterih predkolumbovskih mezoameriških konstrukcij in zgodovinskih / regionalnih arhitekturnih slogov, zlasti majevske civilizacije. Prisotnost te tehnike sega od vhodov in obokov v majevski arhitekturi in je potrjena na mnogih majevskih arheoloških najdiščih, ki so znana po strukturah, ki segajo v predklasično dobo. Do začetka klasičnega obdobja (ca. 250 n. št.) so nepravi oboki skoraj univerzalna značilnost gradbeništva v osrednjem območju kotline Peten, osrednjega območja Majev. 

### Indija
Preden so Moguli uvedli pravi lok, so bili loki v indijskih stavbah kanzolni ali preklade. V severni Indiji v zvezni državi Orissa, »so poznejši templji pri Bubanesvarju zgrajeni na načelu nepravega oboka, ki je bil prvič uporabljen na verandi Mukteswar [tempelj, ki uteleša severno-indijsko arhitekturo približno leta 950] in, tehnično gledano, ni prišlo do bistvenih sprememb od tega trenutka naprej.«[5] Grobnica sultana Gharija,, ki se nahaja v New Delhiju, v Indiji, je primer nepravega loka iz leta 1231.

### Indonezija
Candi ali indonezijski templji, ki so bili zgrajeni med 8. do 15. stoletjem, so uporabljali tehniko nepravega loka, da so ustvarili odprtino za vrata ali notranjo komoro templja. Opazni primeri nepravih lokov v indonezijskem klasičnem templju, so loki v Borobudurju. Prepletanje andezitnih kamnitih blokov, ki ustvarja nepravi lok, je znano po svoji "T" oblikovanem zaključku na sredini vrha nepravega loka.

### Kambodža
Vsi templji v Angkorju, zgrajeni med 9. in 12. stoletjem, uporabljajo nepravi lok.

## Galerija
- Hodnik v palači v Palenquejeu, Mehika
- Opečni nepravi obok v Ubudu na Baliju, Indonezija.
- Opečni nepravi obok v ustih pošasti v My Son v Vietnamu.
- Konark tempelj, Indija.
- Stopnišče in Kala loki, Borobudur, Indonezija